# Buraku-ji

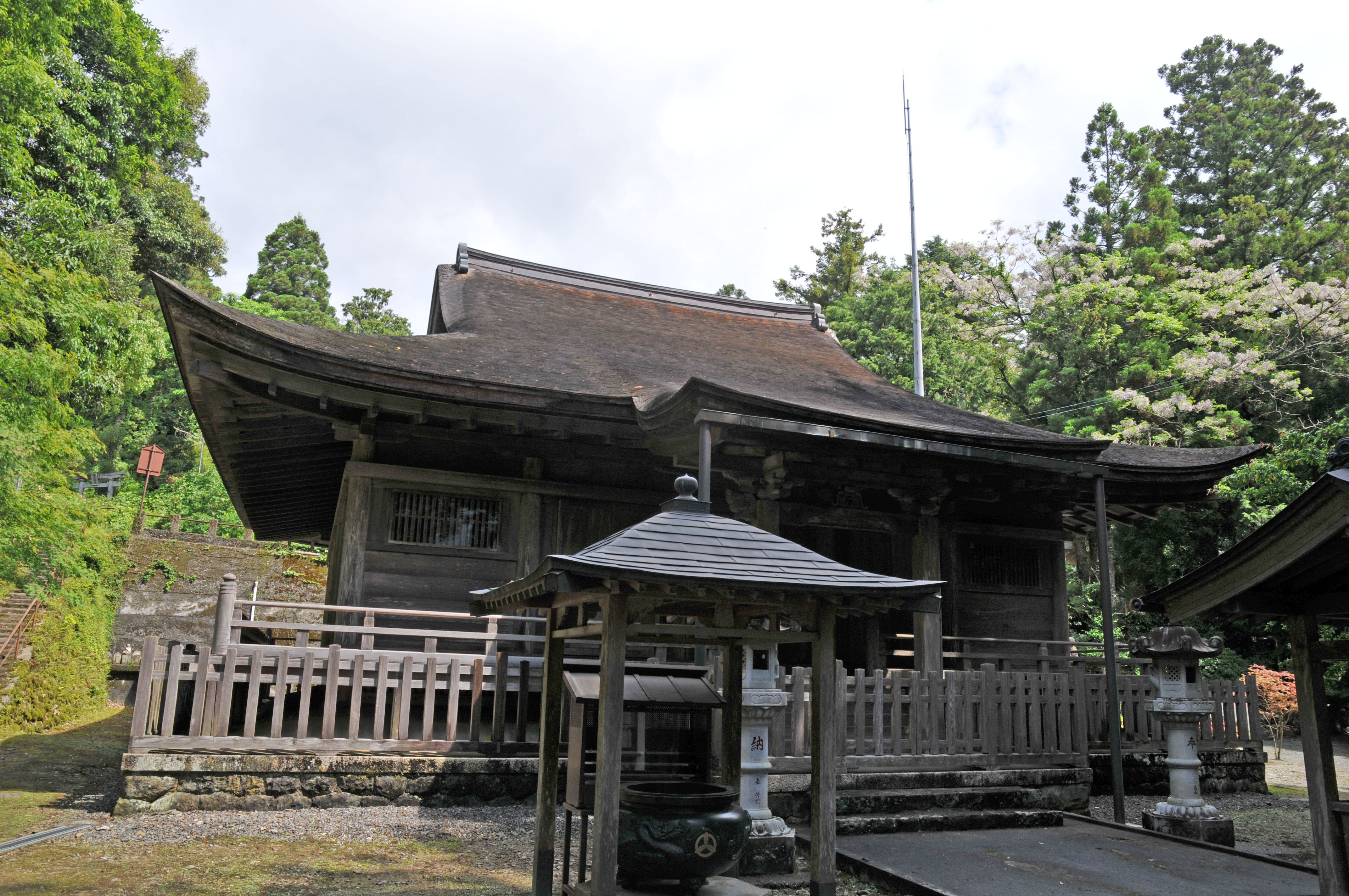
Yakushi-dō (Nationalschatz)

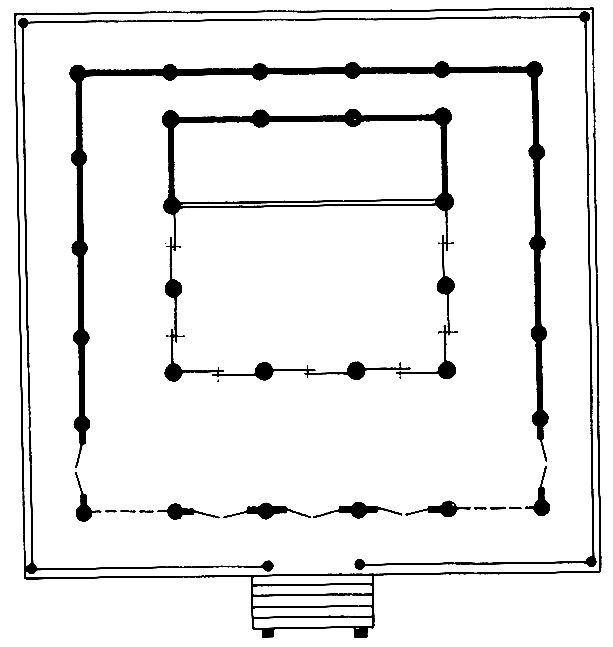
Plan der Yakushi-dō

Der Buraku-ji (japanisch 豊楽寺) ist ein Tempel der Shingon-Richtung des Buddhismus in Ōtoyochō, im Inneren der Präfektur Kōchi. Er ist einer der drei Yakushi-Tempel Japans.

## Geschichte
Der Tempel soll im Jahr 724 von Priester Gyōki errichtet worden sein.

## Die Anlage
Die Haupthalle, hier Yakushi-dō (薬師堂) genannt, ist das älteste Gebäude auf der Insel Shikoku: sie stammt aus dem Jahr 1151. Sie ist 5 × 5 Ken, hier 11,41 m breit und 11,17 m tief, hat also quadratischen Grundriss. Sie ist mit einem Fußwalmdach gedeckt. Die Halle ist als Nationalschatz registriert.
1572 wurde die Halle auf Anweisung von Chōsokabe Motochika (長曾我部 元親; 1539–1599) repariert. 1631 wurde sie ein weiteres Mal repariert, diesmal auf Weisung von Yamauchi Tadayoshi (山内 忠義; 1592–1665), den 2. Chef des Klans, der die Provinz Tosa (heute Präfektur Kōchi) beherrschte. Dabei wurde an der Frontseite über der Zugangstreppe die Überdachung verlängert. 1910 nahm man das ganze Gebäude auseinander und erneuerte es.

## Schätze des Tempels
In der Haupthalle werden ein Amida-Nyorai, ein Yakushi-Nyorai und ein Shaka-nyorai verehrt. Die drei sitzenden Figuren sind jeweils 120 cm hoch und aus dem wertvollen Hinoki-Holz gefertigt. Im Shaka-nyorai wurde eine Inschrift gefunden, die auf die Mitte des 11. Jahrhunderts weist. Sie war ursprünglich als Yakushi-nyorai gefertigt worden. Alle drei Figuren sind als Wichtiges Kulturgut Japans registriert.
Zwischen den drei Figuren befinden sich die Heiligen „Sonnenschein“ (日光菩薩, Nikkō bōsatsu) und „Mondschein“ (月光菩薩, Gekkō bōsatsu). Sie sind etwa gleich alt wie der Shaka-nyorai und  sind als Wichtiges Kulturgut der Präfektur registriert.
Oberhalb des Parkplatzes befinden sich zwei Gebäude, das Jibutsu-dō (持仏堂) und das Taishi-dō (大師堂). In dem Jibutsu-dō befinden sich Heiligenfiguren wie der Fudō-son (不動尊) und der Bishamon-ten (毘沙門天).　